# Pontivy
Pontivy (in bretone Pondi o Pondivi) è un comune francese di 14 758 abitanti situato nel dipartimento del Morbihan nella regione della Bretagna.
Nel 2004 ha contribuito alla fondazione della Federazione Europea delle Città Napoleoniche.

## Geografia fisica
Pontivy è situata alla confluenza dei due principali canali del centro Bretagna: il Canale del Blavet (fiume canalizzato) ed il canale da Nantes a Brest (Blavet superiore e Doré, integrato al canale di collegamento fra Oust e Blavet).
Integrato in Pontivy è l'antico comune di Stival, ora sua frazione, che fu annesso a Pontivy da Napoleone I fra il 1804 ed il 1805.

## Monumenti e luoghi d'interesse

### Architetture militari
- Castello dei Rohan (XV-XVI secolo)[3][4][5][6]

## Società

### Evoluzione demografica
Abitanti censiti

## Amministrazione

### Gemellaggi
- Tavistock, dal 1958
- Wesseling, dal 1972
- Ouélessébougou, dal 1986
- Napoleonville, dal 1989